# Gothic (álbum)
Gothic es el segundo álbum de la banda Paradise Lost. Es considerado fundamental en la historia del heavy metal, ya que se le asigna el carácter de creador del Metal gótico y una de las mayores influencias en el doom metal moderno (junto con Turn Loose the Swans de My Dying Bride y Serenades de Anathema). Los riffs del Death metal de su disco anterior son, en su mayor parte, trascendidos en este álbum, uniéndoseles influencias de la primera y segunda ola del rock gótico (en particular Sisters of Mercy).
La banda siempre toca Gothic en todas sus presentaciones en vivo, aunque últimamente han vuelto a agregar el tema Eternal.

## Lista de canciones
1. "Gothic" – 4:51
2. "Dead Emotion" – 4:38
3. "Shattered" – 4:01
4. "Rapture" – 5:09
5. "Eternal" – 3:55
6. "Falling Forever" – 3:35
7. "Angel Tears" – 2:40
8. "Silent" – 4:42
9. "The Painless" – 4:02
10. "Desolate" – 1:51

### Temas adicionales agregados en el relanzamiento de 2003
1. "Rotting Misery" (Doom Dub) – 6:00
2. "Breeding Fear" (Demolition Dub) – 4:47

## Créditos
- Nick Holmes - Voz
- Gregor Mackintosh - Guitarra líder
- Aaron Aedy - Guitarra rítmica
- Steve Edmondson - Bajo
- Matthew Archer - Batería

- Datos: Q1538828